# Otylin
Otylin – wieś w Polsce położona w województwie lubelskim, w powiecie łukowskim, w gminie Wojcieszków.
| SIMC    | Nazwa        | Rodzaj    |
| ------- | ------------ | --------- |
| 0695290 | Bastacicha   | część wsi |
| 0695309 | Bogdanowicze | część wsi |

W latach 1975–1998 miejscowość administracyjnie należała do województwa siedleckiego.
Wieś stanowi sołectwo w gminie Wojcieszków. Według Narodowego Spisu Powszechnego z roku 2011 wieś liczyła 64 mieszkańców.
Wierni Kościoła rzymskokatolickiego należą do parafii Najświętszego Serca Pana Jezusa w Wojcieszkowie.